# Nova Buda, Koriukivka
Nova Buda (în ucraineană Нова Буда) este un sat în comuna Zabarivka din raionul Koriukivka, regiunea Cernihiv, Ucraina.

## Demografie
Componența lingvistică a localității Nova Buda
     Ucraineană (100%)
Conform recensământului din 2001, toată populația localității Nova Buda era vorbitoare de ucraineană (100%).